# Strapping Young Lad
Strapping Young Lad – kanadyjska grupa muzyczna wykonująca szeroko pojęty heavy metal. Powstała w 1994 roku w Kanadzie początkowo jako projekt muzyczny multiinstrumentalisty Devina Townsenda. W 1997 roku Strapping Young Lad przyjęło status regularnego zespołu z gitarzystą Jedem Simonem, basistą Byronem Stroudem i perkusistą Gene’em Hoglanem w składzie. W twórczości zespołu widoczne są wpływy takich gatunków muzycznych jak death metal, thrash metal, black metal, metal progresywny czy industrial metal. Nagrania charakteryzuje natomiast złożona struktura kompozycji, polirytmiczne partie gitar oraz produkcja muzyczna oparta na tzw. ścianie dźwięku.
Zespół zyskał popularność we wczesnym okresie działalności wraz z wydaniem albumu pt. City. Po okresie zawieszenia działalności w latach 1999–2002 ukazały się jeszcze trzy albumy Strapping Young Lad, w tym The New Black z 2006 roku, który był notowany na liście Billboard 200 w Stanach Zjednoczonych. W 2007 roku zespół został rozwiązany.

## Historia

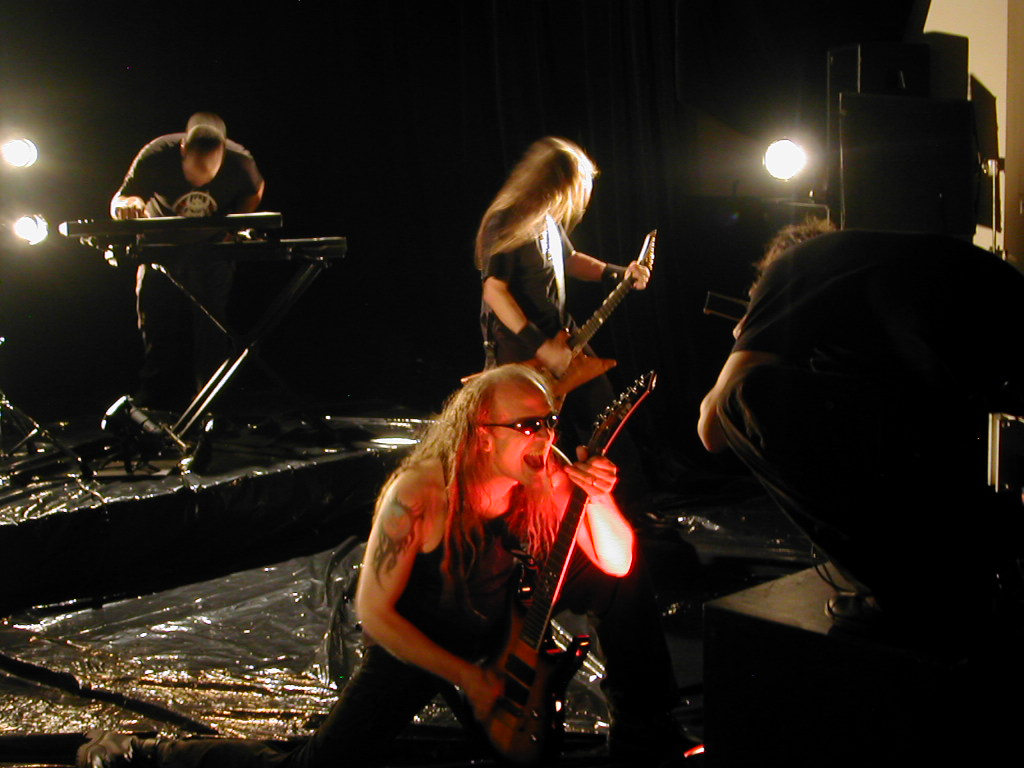
Zespół Strapping Young Lad na planie teledysku do utworu „Zen” (2005).

Zespół powstał w 1994 roku w Kanadzie początkowo jako projekt muzyczny multiinstrumentalisty Devina Townsenda. 4 kwietnia 1995 roku ukazał się pierwszy album Strapping Young Lad zatytułowany Heavy as a Really Heavy Thing. W 1997 roku Strapping Young Lad przyjęło status regularnego zespołu z gitarzystą Jedem Simonem, basistą Byronem Stroudem i perkusistą Gene’em Hoglanem w składzie. 11 lutego ukazał się drugi album pt. City. 1 czerwca 1998 roku został wydany pierwszy album koncertowy pt. Live in Australia: No Sleep ’till Bedtime. Z końcem roku Townsend zawiesił działalność zespołu aby skoncentrować się na karierze solowej. Muzyk podjął się również produkcji nagrań innych zespołów. W grudniu 2001 roku Devin Townsend zapowiedział nowy album Strapping Young Lad. Jako przyczyny reaktywacji zespołu wymienił chęć uwolnienia agresji w związku z zamachem z 11 września 2001 roku w Stanach Zjednoczonych.
W 2003 roku ukazał się pierwszy minialbum Strapping Young Lad pt. Tour EP. 11 lutego został wydany trzeci album pt. Strapping Young Lad. Płyta została zarejestrowana Armoury Studios w Vancouver, produkcji nagrań podjął się natomiast sam Townsend. Był to również pierwszy album grupy notowany na liście Billboard Heetseakers w Stanach Zjednoczonych gdzie uplasował się na 97. miejscu. W marcu zespół odbył europejską trasę koncertową w ramach której odwiedził Wielka Brytanię, Holandię, Niemcy, a także Francję i Belgię. Natomiast jesienią zespół wystąpił w Stanach Zjednoczonych wraz z grupami Samael i Cathedral.
15 listopada 2004 roku ukazało się pierwsze wydawnictwo DVD grupy pt. For Those Aboot to Rock. Na płycie ukazał się koncert zarejestrowany 16 stycznia tego samego roku w Commodore Ballroom w Vancouver. 22 marca 2005 roku ukazał się czwarty album pt. Alien. W przeciągu tygodnia od dnia premiery płyta sprzedała się w nakładzie 3,697 egzemplarzy. Ponadto dotarła do 35. miejsca listy Top Independent Albums w Stanach Zjednoczonych. 17 lipca 2006 roku ukazał się piąty album zatytułowany The New Black. W przeciągu tygodnia od dnia premiery w Stanach Zjednoczonych album sprzedał się w nakładzie 4000 egzemplarzy i dotarł do 200. miejsca listy Billboard 200. 19 kwietnia 2007 roku ukazał się drugi minialbum grupy pt. C:enter:###. W maju podczas konferencji prasowej Townsend obwieścił rozwiązanie zespołu Strapping Young Lad. Muzyk jako przyczyny podał narodziny syna. 31 marca 2008 roku ukazała się kompilacja nagrań zespołu pt. 1994–2006 Chaos Years. Na wydawnictwie zostały wydane fragmenty koncertów oraz teledyski zespołu.

## Muzyka i teksty

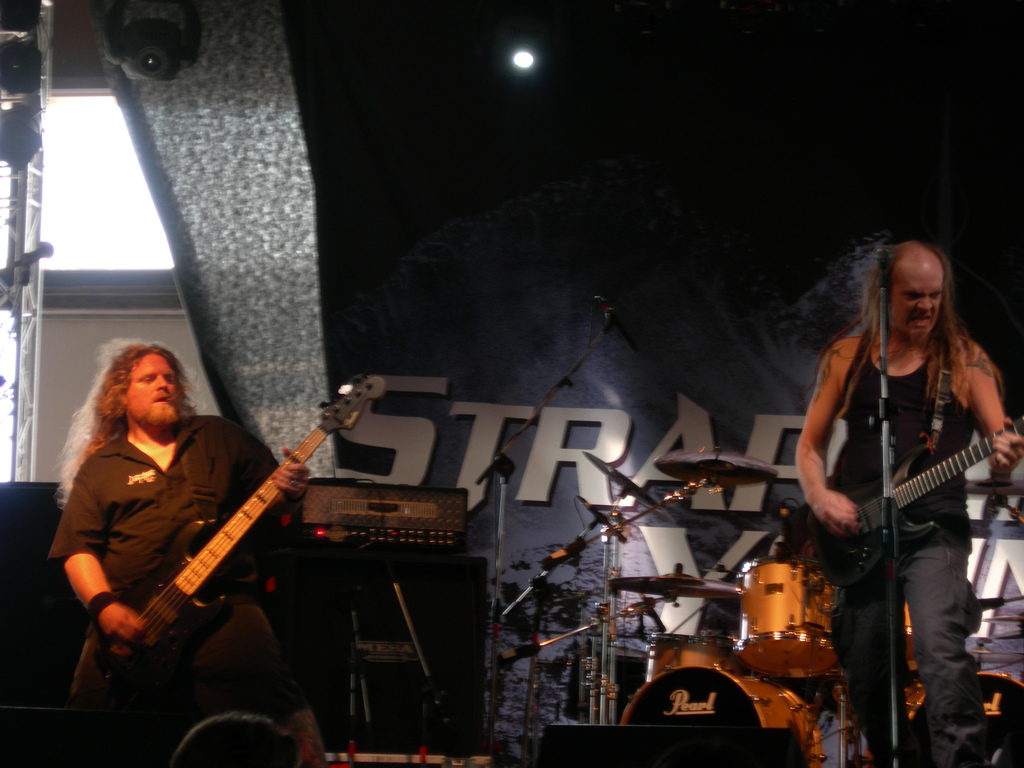
Strapping Young Lad podczas koncertu w 2006, od lewej: Byron Stroud i Devin Townsend

Strapping Young Lad w swej twórczości czerpie z szeroko pojętego metalu ekstremalnego; death metal, thrash metal, black metal i industrial metal. Wiele kompozycji grupy zawiera szerokie spektrum partii wokalnych Townsenda, włączając krzyk, falset, growl oraz partie czystego śpiewu. Według Townsenda zespół Strapping Young Lad był odskocznią od bardziej melodyjnych kompozycji w ramach The Devin Townsend Band. Sygnatury czasowe, polirytmia, sample i partie instrumentów klawiszowych to elementy charakterystyczne dla Townsenda, który wykorzystywał nowoczesne narzędzia obróbki dźwięku takie jak: Pro Tools, Steinberg Cubase czy Logic Pro. Muzyk jako miłośnik techniki wielośladowego nagrywania stworzył charakterystyczny rodzaj brzmienia oparty na ścianie dźwięku.
W muzyce zespołu Strapping Young Lad wyraźne są wpływy wielu odmiennych stylistycznie zespołów heavymetalowych. Townsend jako inspiracje wymienił taki zespoły jak Judas Priest, Jane’s Addiction, Zoviet France, Grotus, czy Frank Zappa. Muzyk wyraził również swoje uznanie dla zespołu Meshuggah, który określił jako najlepszy zespół metalowy na świecie. Simon i Stroud wymienili natomiast klasyczne zespoły rockowe takie jak AC/DC, Led Zeppelin oraz KISS, oraz grupy thrash metalowe Exodus, Slayer, czy death metalowy Morbid Angel. Hoglan natomiast jako inspiracje wymienił takich perkusistów jak Stevie Wonder, Neil Peart, Terry Bozzio czy Nick Mason. Townsend jako inspiracje podczas realizacji albumu Heavy as a Really Heavy Thing wymienił takie grupy jak Napalm Death i Fear Factory, album City inspirowały grupy Foetus i White Noise, natomiast album The New Black' zainspirowały takie grupy jak Meshuggah i Metallica.
Townsend był głównym autorem kompozycji w zespole. Jednakże część riffów powstała we współpracy z członkami zespołu. Mimo intensywności muzyki Strapping Young Lad, w tekstach występowały elementy humoru. Townsend podkreślał nawiązania do poczucia humoru Weird Al’a Yankovica. Ponadto w tekstach muzyk nawiązywał do takich pojęć jak wojna, twierdzenia matematyczne oraz kinematografia. W twórczości zespołu występowały również cytaty z twórczości solowej Townsenda.

## Muzycy

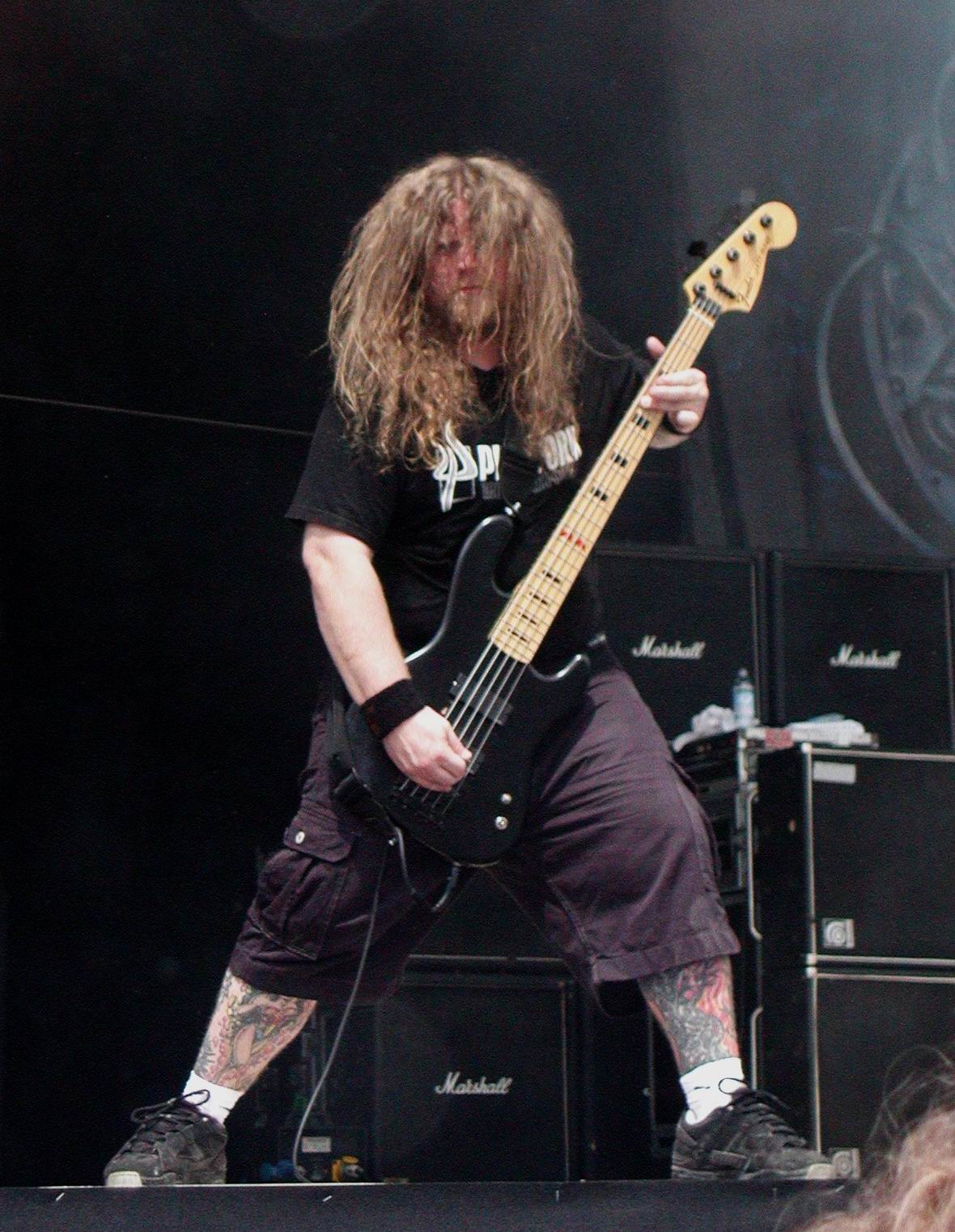
Byron Stroud podczas koncertu z grupą Strapping Young Lad

| Ostatni znany skład zespołu - Devin Townsend – śpiew, gitara, instrumenty klawiszowe (1994–2007) - Jed Simon – gitara (1997–2007) - Byron Stroud – gitara basowa (1997–2007) - Gene Hoglan – perkusja (1997–2007) Byli członkowie zespołu - Adrian White – perkusja (1994–1995) - Ashley Scribner – gitara basowa (1994–1995) - Mike Sudar – gitara (1994–1995) |  | Muzycy koncertowi - John Paul Morgan – instrumenty klawiszowe (1997) - Matteo Caratozzolo – instrumenty klawiszowe (1997–1998, 2003) - Jamie Meyer – instrumenty klawiszowe (1998) - Jason Filipchuk – instrumenty klawiszowe (1998) - Will Campagna – instrumenty klawiszowe (2002, 2005–2006) - Chris Valagao – instrumenty klawiszowe (2002) - Munesh Sami – instrumenty klawiszowe (2003–2004) - Jon Miller – gitara basowa (2005) - James MacDonough – gitara basowa (2006) |

## Dyskografia
Albumy studyjne
| Heavy as a Really Heavy Thing           | - Data: 4 kwietnia 1995 - Wydawca: Century Media Records | –  | –   | –   | –  | –   | –  | –   |
| City                                    | - Data: 11 lutego 1997 - Wydawca: Century Media Records  | –  | –   | –   | –  | –   | –  | –   |
| Strapping Young Lad                     | - Data: 11 lutego 2003 - Wydawca: Century Media Records  | –  | –   | 154 | –  | –   | 97 | –   |
| Alien                                   | - Data: 22 marca 2005 - Wydawca: Century Media Records   | –  | 156 | 185 | 48 | –   | 32 | –   |
| The New Black                           | - Data: 17 lipca 2006 - Wydawca: Century Media Records   | 17 | 139 | 164 | –  | 200 | 8  | 155 |
| „–” oznacza, że album nie był notowany. |                                                          |    |     |     |    |     |    |     |

Kompilacje
| Tytuł                 | Dane dot. albumu                                       | Pozycja na liście |
| Tytuł                 | Dane dot. albumu                                       | FIN               |
| --------------------- | ------------------------------------------------------ | ----------------- |
| 1994–2006 Chaos Years | - Data: 31 marca 2008 - Wydawca: Century Media Records | 32                |

Albumy wideo
| Tytuł                                          | Dane dot. albumu                                           | Pozycja na liście |
| Tytuł                                          | Dane dot. albumu                                           | SWE               |
| ---------------------------------------------- | ---------------------------------------------------------- | ----------------- |
| For Those Aboot to Rock: Live at the Commodore | - Data: 15 listopada 2004 - Wydawca: Century Media Records | 11                |

Albumy koncertowe
| Tytuł                                     | Dane dot. albumu                                        |
| ----------------------------------------- | ------------------------------------------------------- |
| Live in Australia: No Sleep ’till Bedtime | - Data: 2 czerwca 1998 - Wydawca: Century Media Records |

Minialbumy
| Tytuł       | Dane dot. albumu                              |
| ----------- | --------------------------------------------- |
| Tour EP     | - Data: 2003 - Wydawca: Century Media Records |
| C:enter:### | - Data: 19 kwietnia 2007 - Wydawca: Restrain  |

## Teledyski
| Tytuł          | Rok  | Reżyseria            | Album                         | Źródło |
| -------------- | ---- | -------------------- | ----------------------------- | ------ |
| „S.Y.L.”       | 1995 | Blair Dobson         | Heavy as a Really Heavy Thing | [ 51 ] |
| „Detox”        | 1997 | Dermit Shane         | City                          | [ 52 ] |
| „Relentless”   | 2003 | Marcus Rogers        | Strapping Young Lad           | [ 53 ] |
| „Love?”        | 2005 | Joe Lynch            | Alien                         | [ 54 ] |
| „Zen”          | 2006 | Marcus Rogers        | Alien                         | [ 55 ] |
| „Wrong Side”   | 2006 | David Brodsky        | The New Black                 | [ 56 ] |
| „Almost Again” | 2007 | Konrad J. Palkiewicz | The New Black                 | [ 52 ] |